# بروس سبرينغستين
بروس سبرينغستين (بالإنجليزية: Bruce Springsteen) مغني، ملحن وكاتب أغاني أمريكي شهير ولد سنة 1949 في مدينة «لونغ برانش» في ولاية نيو جيرسي الأمريكية، يلقب في الولايات المتحدة بلقب «ذا بوس».

## روابط خارجية
- بروس سبرينغستين على موقع IMDb (الإنجليزية)
- بروس سبرينغستين على موقع الموسوعة البريطانية (الإنجليزية)
- بروس سبرينغستين على موقع روتن توميتوز (الإنجليزية)
- بروس سبرينغستين على موقع مونزينجر (الألمانية)
- بروس سبرينغستين على موقع ألو سيني (الفرنسية)
- بروس سبرينغستين على موقع ميوزك برينز (الإنجليزية)
- بروس سبرينغستين على موقع رولينغ ستون (الإنجليزية)
- بروس سبرينغستين على موقع قاعدة بيانات برودواي على الإنترنت (الإنجليزية)
- بروس سبرينغستين على موقع إن إن دي بي (الإنجليزية)
- بروس سبرينغستين على موقع أول ميوزيك (الإنجليزية)